# Ligament

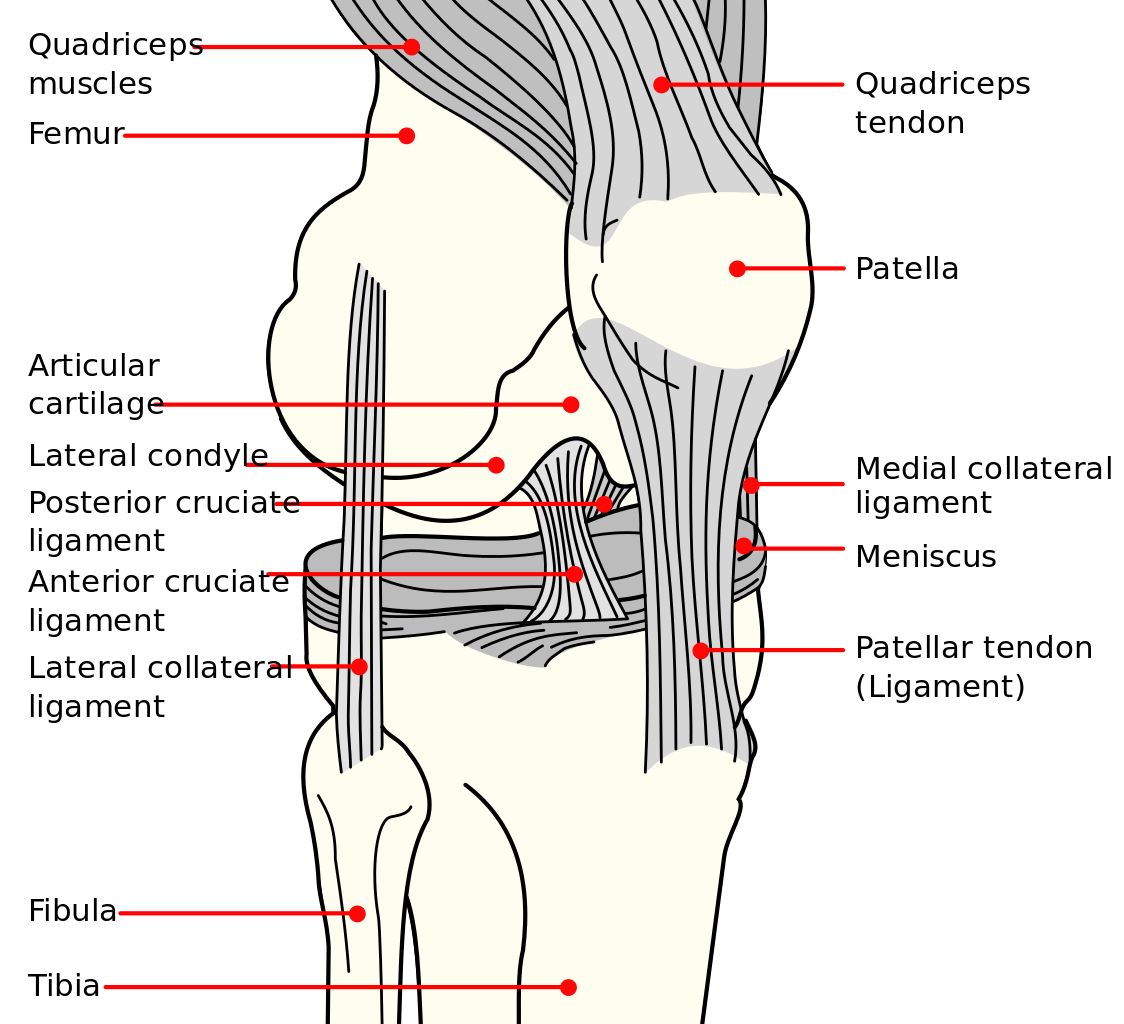
ligament i knä

Ligament (av latinets ligare, binda) eller ledband, är en förstärkande bandstruktur av trådrik bindväv. Ledband finns i anslutning till leder. Ligament kopplar ihop ben till andra ben i bildningen av en led; de kopplar inte ihop muskler med ben – detta är senornas funktion. Elasticitet varierar beroende av lokalisation och fördelning kollagen/elastiska trådar. Vid exempelvis ryggrad ökar andel elastiska fibrer och därmed ligamentets elasticitet.

## Skador
Det är inom vissa sporter vanligt med skador på ledbanden i knäna. Ofta beroende på att knät utsätts för en onaturlig vridning eller belastning. Dessa skador läker dock förhållandevis snabbt och bör inte påverka livskvaliteten på längre sikt.

## Källa
1. ↑  ”Arkiverade kopian”. Arkiverad från originalet den 7 oktober 2024. https://web.archive.org/web/20241007102233/https://mesh.kib.ki.se/term/D008022/ligaments. Läst 3 november 2022.